# Giandomenico Curi
Giandomenico Curi (Roma, 1946) è uno scrittore, regista e sceneggiatore italiano.

## Biografia
Dopo la laurea in lettere frequenta l'Accademia nazionale d'arte drammatica "Silvio D'Amico". Lavora poi per programmi radiofonici e televisivi. Esordisce nell'editoria con due volumi di critica cinematografica dedicati alla Nouvelle Vague e al regista Andrzej Wajda, ma si dedica principalmente allo studio della musica pop; in questa veste pubblica diversi saggi, collaborando fra gli altri con l'Enciclopedia Treccani, la Repubblica e il manifesto.
Come regista, nei primi anni '80 realizza videoclip per cantautori italiani (spesso firmati con Gianfranco Giagni) all'interno della trasmissione televisiva Mister Fantasy. Debutta al cinema nel 1988 con Ciao ma'..., che intreccia storie di fiction con riprese tratte da concerti di Vasco Rossi. Il suo secondo film, Lambada, realizzato nel 1990, è incentrato sul fenomeno dell'omonimo ballo.
Nello stesso anno realizza con Gianfranco Giagni la  serie televisiva Valentina, ispirata all'omonimo fumetto di Guido Crepax.

## Opere
- Il cinema francese della nouvelle vague, Edizioni Studium, 1977
- Cenere e diamanti - Il cinema di Andrzej Wajda, Edizioni e/o, 1980
- The Who, Lato Side, 1982
- Salso 1 - Videomusica, 100 video, 1983
- Io vorrei essere là - Cantautori in Italia, Edizioni Studium, 1997
- L'esperienza della meraviglia - Dialoghi a Villa Nazareth, Edizioni Studium, 2001
- I frenetici - Cinquant'anni di cinema & rock, Arcana Editrice, 2002
- Chiedo scusa se parlo di Gaber, Arcana Editrice, 2003
- Dalida - La voce e l'anima, Edizioni e/o, 2005
- Semiologia, cinema, rock, Anicia, 2009
- Il tempo del bambino e della stella - Come cantavano gli italiani il Natale, Kurumuny, 2012
- Django Reinhardt - Una leggenda manouche fra cinema e jazz, Casa Musicale Eco, 2018
- "Il me paìs al è colòur smarit" - Pier Paolo Pasolini e Giovanna Marini, Besa muci, 2022

## Filmografia parziale
- Ciao ma'... (1987)
- Valentina - serie TV (1989)
- Lambada (1990)
- Nata due volte - Storia di Settimia, ebrea romana - documentario (2005)
- Working Class Heroes - Camminando e cantando la canzone del Primo Maggio - documentario (2014)
- A sud della musica - La voce libera di Giovanna Marini - documentario (2019)

## Videografia parziale
- Case - Gianfranco Manfredi, co-regia con Gianfranco Giagni (1981)
- Il mago - Gianfranco Manfredi, co-regia con Gianfranco Giagni (1981)
- Settembre - Alberto Fortis, co-regia con Gianfranco Giagni (1981)
- Ombre oscure - Kaos Rock, co-regia con Gianfranco Giagni (1981)
- Daniela -  Christian, co-regia con Gianfranco Giagni (1981)
- Skizzo skizzo - Jo Squillo, co-regia con Gianfranco Giagni (1981)
- Tempi duri - Tempi Duri, co-regia con Gianfranco Giagni (1982)
- Dolce sweet "M" - Enzo Avitabile, co-regia con Gianfranco Giagni (1982)
- Amore amore - Flavio Giurato (1982)
- L'unità - Mimmo Cavallo (1982)
- Stancami musica - Mimmo Cavallo (1982)
- Generazione - Garbo (1983)
- Oh! Era ora - Adriano Pappalardo (1983)
- Una notte maledetta - Pino D'Angiò (1984)
- Voglio andare via - Ron (1984)